# تجربة على طائر في مضخة هواء
تجربة على طائر في مضخة هواء هي لوحة زيتية للفنان الإنجليزي جوزيف رايت من دربي رسمها في 1768، اللوحة حالياً معروضة في المعرض الوطني في لندن.